# Carqueiranne
Carqueiranne (in occitano: Carcairana) è un comune francese di 9 984 abitanti situato nel dipartimento del Var e della regione della Provenza-Alpi-Costa Azzurra.
Ivi è presente il sito archeologico della città greca d'Olbia.

## Amministrazione

### Gemellaggi
È gemellato con:
- Montefiorino
- Palagano

## Società

### Evoluzione demografica
Abitanti censiti